# Order Cesarski Zjednoczenia
Order Cesarski Zjednoczenia, skr. Order Zjednoczenia, dawniej również Order Powtórnego Połączenia (fr. Ordre impérial de la Réunion) – efemeryczne odznaczenie I Cesarstwa Francuskiego, nadawane od 1812 do 1814 i w 1815, jako nagroda za osiągnięcia w służbie dla cesarza w wojsku, sądownictwie i administracji.

## Historia
Order został ustanowiony 18 października 1811 przez cesarza Napoleona I w czasie jego pobytu w Amsterdamie po przymusowej abdykacji cesarskiego brata Ludwika I Holenderskiego jako króla "niepodległej" Holandii i połączeniu tego kraju z imperium napoleońskim, jako zastępcze odznaczenie po zniesieniu przez cesarza istniejącego od 1806 Orderu Holandii (Unii). Był nadawany zarówno za zasługi wojenne jak cywilne. Order miał trzy klasy – Krzyż Wielki, Komandorię i Krzyż Kawalerski – przy czym liczba odznaczonych w każdej klasie została w pierwszych statutach ograniczona do 200 posiadaczy I, 1000 II i 10 000 III klasy. 1/3 nadań każdej klasy była zarezerwowana dla obywateli holenderskich prowincji Cesarstwa, stąd order Zjednoczenia można w pewnej mierze uważać za odznaczenie holenderskie.
Pierwsze nadania miały miejsce 22 lutego 1812: I klasę otrzymały 64 osoby, a II – 74, głównie Holendrzy. 12 marca 1814 Napoleon nadał odznaczonym prawo do dziedzicznego tytułu Kawaler Cesarstwa oraz do pobierania 3000 franków rocznej renty.
Niedługo przed upadkiem imperium napoleońskiego order posiadało 1622 kawalerów (wśród nich 614 nie-Francuzów): 1364 odznaczonych III, 127 – II i 131 – I klasą. Po restauracji monarchii burbońskiej order zniesiono, ale dozwolono nadal go nosić.
Został restytuowany w czasie 100 dni Napoleona i ostatecznie zniesiony po powrocie Burbonów rozkazem króla Ludwika XVIII z 15 lipca 1815. Zarządzono zwrot insygniów i dyplomów nadania do kancelarii Legii Honorowej, w związku z czym order jest dziś unikatem falerystycznym.

## Insygnia
Insygnia orderu Zjednoczenia to oznaka i gwiazda I klasy. Oznaka przypominała w pewnym stopniu insygnium Orderu Holandii: była to gwiazda z dwunastoma emaliowanymi na biało promieniami, między którymi znajdowało się 30 złotych strzał, a na nich złota wstęga z napisem: "A jamais" ("Na zawsze" /zjednoczone/). Złoty medalion środkowy awersu ukazywał tron cesarski niesiony przez orła napoleońskiego i otoczony herbami anektowanych w latach powstania orderu prowincji cesarstwa Piemont, Toskania, Holandia, Hamburg i Genewa. Medalion otoczony był napisem: "Tout pour l'Empire" ("Wszystko dla Cesarstwa"). Medalion środkowy rewersu ukazywał monogram założyciela "N" otoczony wieńcem laurowym i napisem: "A jamais". Oznaka była zawieszona na napoleońskiej koronie cesarskiej, z której wychodziły niebieskie wstęgi z napisem na awersie: "Napoléon", a na rewersie: "Fondateur".
Gwiazda I klasy, początkowo haftowana, później srebrna, miała 11 promieni, między którymi umieszczone były pęki strzał. W medalionie środkowym widniał tron cesarski awersu oznaki, ukoronowany napoleońską koroną,
Order noszony był na przejętej z Orderu Holandii błękitnej wstążce, przy I klasie z prawego ramienia na lewy bok.

## Odznaczeni
Spośród Polaków order otrzymali: ppor. Feliks Białkowski, ppłk Ludwik Bukowski, płk Józef Dwernicki, kpt. Seweryn Fredro (1813), kpt. Florian Gotartowski, Ludwik Gużkowski, kpt. Antoni Jankowski (1814), por. Józef Kęstowicz (1814), kpt. Dominik Kiełkiewicz (1814), płk Michał Kossecki, szef szw. Jan Leon Kozietulski (1813), gen. Zygmunt Kurnatowski (1814), por. Wiktor Lubański (1813), ppor. Stanisław Łącki (1814), ppor. Jan Kacper Krassowski (1814), płk Karol Madaliński, szwol. Józef Malinowski (1814), szef bat. Paweł Muchowski, szef szw. Kazimierz Oborski, ppor. Ignacy Ołtarzewski (1813), ppor. Aleksander Radziwiłł, kpt. Wiktor Roman (1814), kpt. Stanisław Rostworowski, szwol. Roch Rzuchowski (1813), kpt. Ambroży Mikołaj Skarżyński, ppor. Feliks Skarżyński (1814), ppor. Wincenty Smulski (1814), płk Zygmunt Karol Stryjeński (1814), szef szw. Wincenty Szeptycki (1811), płk Jan Tomicki, por. Piotr Wasilewski (1814), por. Michał Wilczek, kpt. Wolski, kpt. Tadeusz Wyleżyński-Trzaska (1814), por. Michał Zamoyski (1813), Wojciech Żukowski (1813), ks. Józef Poniatowski,  por. Bogusław Brykczyński,  ppor. Florian Niski, kpt. Tomasz Rudnicki, mjr Piotr Valentin d'Hauterive, Józef Poniński, gen. Wincenty Krasiński (1814), ppłk Józef Bonawentura Załuski (1813), ppłk Piotr Krasiński, mjr Jan Paweł Jerzmanowski (1813).